# Dragan Gajič
Dragan Gajič (* 21. Juli 1984 in Celje, SR Slowenien, SFR Jugoslawien) ist ein ehemaliger slowenischer Handballspieler, der für die slowenische Nationalmannschaft auflief. Der Linkshänder wurde entweder auf Rechtsaußen oder im rechten Rückraum eingesetzt.

## Karriere
Dragan Gajič begann mit dem Handballspiel beim slowenischen Serienmeister Celje Pivovarna Laško in seiner Heimatstadt. Als junges Talent wurde er von Celje an RK Rudar Evj Trbovlje ausgeliehen, um Spielpraxis zu sammeln. 2004 kehrte er nach Celjes Triumph in der EHF Champions League zurück zu seinem Heimatclub. Dort gewann er 2005, 2006 sowie 2007 die slowenische Meisterschaft und 2006 sowie 2007 den slowenischen Pokal. Im September 2009/10 wurde er vom kroatischen Rekordmeister RK Zagreb als Ersatz für den verletzten Zlatko Horvat verpflichtet, verließ den Verein aber bereits im März 2010 Richtung Celje, nachdem er sich selbst bei der Europameisterschaft im Januar 2010 eine Verletzung zugezogen hatte. Die nächste Spielzeit absolvierte er je zur Hälfte bei Celje und bei RK Maribor Branik. Gajič unterschrieb im Sommer 2011 einen Vertrag bei Montpellier Handball. Mit Montpellier gewann er 2012 die französische Meisterschaft sowie 2012, 2013 und 2016 den französischen Pokal. 2014 sowie 2016 errang er den Ligapokal und erreichte das Endspiel im EHF-Pokal 2013/14, in dem er Pick Szeged unterlag. Im Sommer 2016 wechselte er zum ungarischen Verein Telekom Veszprém. Mit Veszprém gewann er 2017 und 2019 die ungarische Meisterschaft sowie 2017 und 2018 den ungarischen Pokal. 2019 unterlag er im Endspiel der Champions League. Ab der Saison 2020/21 lief er für den französischen Erstligisten Limoges Handball auf. Bei Limoges wurde er in der Spielzeit 2020/21 mit 233 Toren und in der Spielzeit 2021/22 mit 228 Toren Torschützenkönig der LNH. Nach der Spielzeit 2023/24 beendete er seine Karriere.
Dragan Gajič bestritt 161 Länderspiele für die slowenische Nationalmannschaft. Mit 692 Toren ist er drittbester slowenischer Schütze hinter Aleš Pajovič (697) und Luka Žvižej (702). Bei der Handball-Weltmeisterschaft der Männer 2007 in Deutschland belegte er mit seinem Land den 10. Platz. Er nahm auch an den Europameisterschaften 2010, 2012 (Zweiter der Torschützenliste) und 2016 sowie der Weltmeisterschaft 2013 (4. Platz) teil. Bei der Weltmeisterschaft 2015 wurde er mit 71 Treffern Torschützenkönig und ins All-Star-Team gewählt. Auch bei der Weltmeisterschaft 2021 stand er im Aufgebot.

## Erfolge
- mit RK Celje Pivovarna Laško
  - Slowenischer Meister 2004, 2005, 2006, 2007, 2008
  - Slowenischer Pokalsieger 2004, 2006, 2007
- mit Montpellier HB
  - Französischer Meister 2012
  - Französischer Pokalsieger 2012, 2013, 2016
  - Französischer Ligapokal 2012, 2014
  - Finalist im EHF-Pokal 2014
  - Torschützenkönig der LNH 2014 (192 Tore)
  - Bester Rechtsaußen der LNH 2013, 2014
- mit Telekom Veszprém
  - Ungarischer Meister 2017, 2019
  - Ungarischer Pokalsieger 2017, 2018
  - Finalist der EHF Champions League 2019
- mit Limoges Handball
  - Torschützenkönig der Starligue 2021 (233 Tore) und 2022 (228 Tore)
- mit der slowenischen Nationalmannschaft
  - Weltmeisterschaft 2013: 4. Platz
  - Weltmeisterschaft 2015: Torschützenkönig (71 Tore) und bester Rechtsaußen